# Daniel Kreutzfeldt
Daniel Kreutzfeldt (Roskilde, 19 novembre 1987) è un ex pistard ed ex ciclista su strada danese.

## Palmarès

### Pista
- 2006

Campionati danesi, Inseguimento a squadre (con Alex Rasmussen, Casper Jørgensen e Martin Lollesgaard)
- 2007

UIV Cup Brema, Under-23 (con Robert Kriegs)
Campionati danesi, Inseguimento a squadre (con Alex Rasmussen, Casper Jørgensen e Martin Lollesgaard)
- 2009

Campionati danesi, Scratch
Campionati danesi, Corsa a punti

### Strada
- 2008 (Team Odense Energi, una vittoria)

5ª tappa Ringerike Grand Prix (Hønefoss > Hønefoss)

#### Altri successi
- 2009 (Team Capinordic)

Campionati danesi, Cronosquadre

## Piazzamenti

### Competizioni mondiali
- Campionati del mondo su pista

Bordeaux 2006 - Corsa a punti: 24º
Bordeaux 2006 - Chilometro a cronometro: 25º
Palma di Maiorca 2007 - Omnium: 5º
Manchester 2008 - Scratch: 12º
Pruszków 2009 - Corsa a punti: 2º
Pruszków 2009 - Omnium: 12º
Ballerup 2010 - Corsa a punti: 9º
Ballerup 2010 - Omnium: 14º
- Giochi olimpici

Pechino 2008 - Corsa a punti: 6º

### Competizioni europee
- Campionati europei su strada

Hooglede 2009 - Cronometro Under-23: 31º